# Morten Green
Morten Green (ur. 19 marca 1981 w Hørsholm) – duński hokeista, reprezentant Danii.

## Kariera
- Rungsted Cobras (1996-1999)
- Leksands IF J20 (1999-2000)
- Leksands IF (1999-2000)
- IF Troja-Ljungby (2000-2002)
- MODO Hockey (2002-2006)
  -  Örnsköldsviks SK (2002/2003)
  -  MODO Hockey J20 (2003/2005)
  -  IF Sundsvall Hockey (2004/2004)
  -  Rögle BK (2004/2005)
- Leksands IF (2006-2009)
- Malmö Redhawks (2009-2012)
- Hannover Scorpions (2012-2013)
- Schwenninger Wild Wings (2013-2015)
- Rungsted Seier Capital (2015-2018)

Wychowanek Rungsted IK. W wieku juniorskim i zarazem niepełnoletnim rozegrał trzy sezony w seniorskiej lidze duńskiej do roku 1999. Następnie rozwijał karierę w Szwecji grając w rozgrywkach Elitserien i Allsvenskan. Od 2012 grał przez trzy sezony w niemieckich rozgrywkach DEL. Od maja 2015 ponownie zawodnik macierzystego klubu z Rungsted. W lutym ogłosił zakończenie kariery zawodniczej wraz z końcem sezonu 2017/2018. Zgodnie z obietnicą w lutym 2018 zakończył karierę.
Był reprezentantem kadr juniorskich Danii. Uczestniczył w turniejach mistrzostw Europy juniorów do lat 18 w 1997, 1998 (Grupa B), mistrzostw świata juniorów do lat 18 w 1999 (Grupa B), mistrzostw świata juniorów do lat 20 w 2000 (Grupa B), 2001 (Dywizja II). W barwach reprezentacji seniorskiej Danii uczestniczył w turniejach mistrzostw świata w 1999, 2000 (Grupa B), 2001, 2002 (Dywizja II), 2003, 2004, 2005, 2006, 2007, 2008, 2009, 2010, 2011, 2012, 2013, 2014, 2015, 2016, 2017 (Elita). Od 1999 do 2017 wystąpił nieprzerwanie na 19 turniejach mistrzostw świata, zaś w edycjach 2011-2017 był kapitanem zespołu narodowego. Po ostatnim meczu turnieju MŚ 2017 ogłosił zakończenie kariery reprezentacyjnej. Podczas tej imprezy wykonał zwycięski najazd w serii pomeczowych rzutów karnych w spotkaniu przeciw Słowacji, zapewniając swojej drużynie wygraną oraz zaliczając tym samym ostatnie trafienie w reprezentacyjnej karierze.

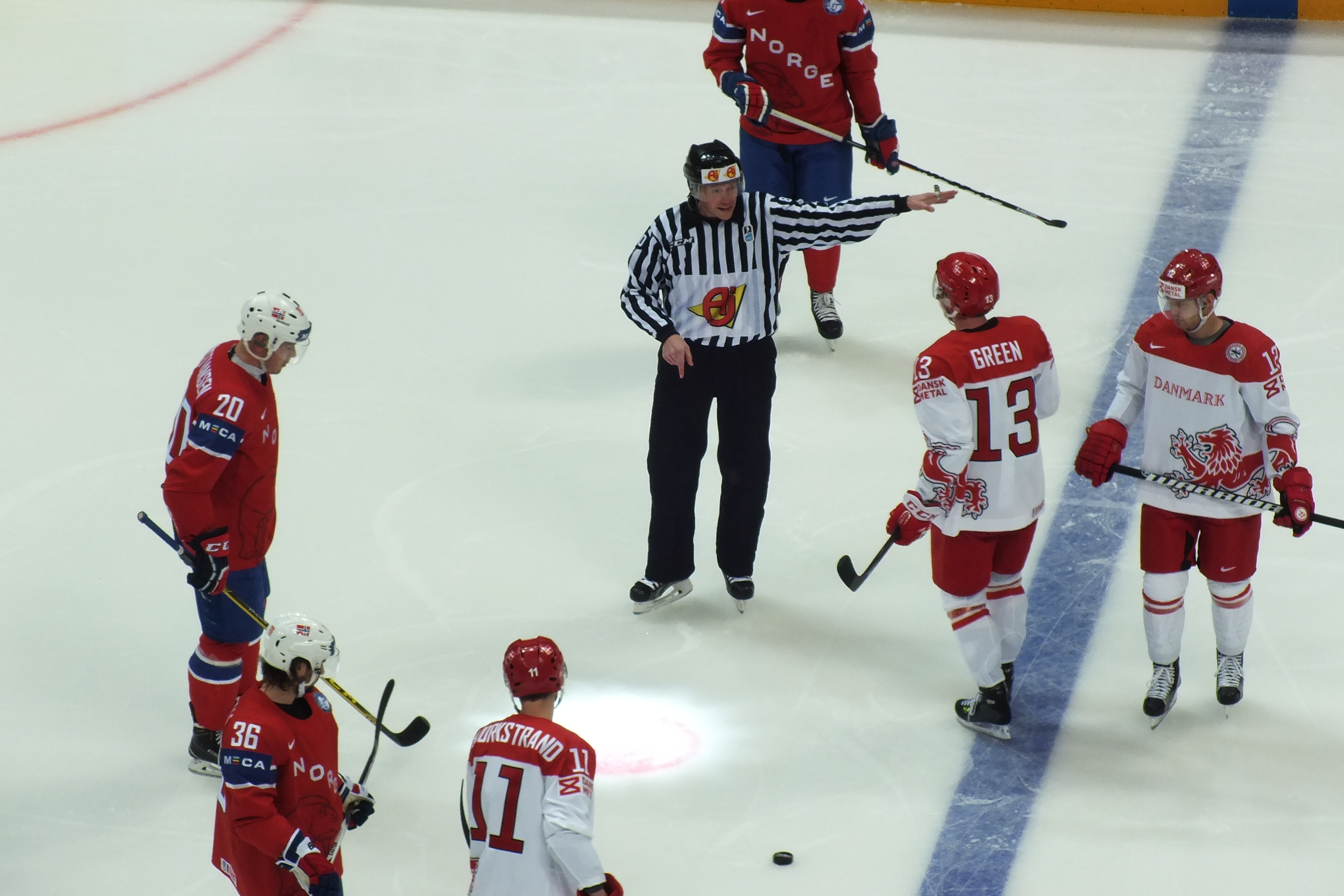
Morten Green (z nr 13 obok sędziego) w barwach reprezentacji Danii podczas MŚ 2016

## Sukcesy
Reprezentacyjne
- Awans do MŚ Elity: 2002

Klubowe
- Brązowy medal mistrzostw Danii: 1997 z Rungsted IK, 2018 z Rungsted Seier Capital
- Srebrny medal mistrzostw Danii: z 1998 z Rungsted IK
- Puchar Danii: 2017 z Rungsted IK
- Finał Pucharu Danii: 2018 z Rungsted Seier Capital

Indywidualne
- Liga duńska 1998/1999:
  - Najlepszy debiutant sezonu
- Mistrzostwa Europy juniorów do lat 18 w hokeju na lodzie 1998#Grupa B:
  - Pierwsze miejsce w klasyfikacji strzelców turnieju: 8 goli
- Mistrzostwa świata do lat 18 w hokeju na lodzie mężczyzn 1999/Grupa B:
  - Pierwsze miejsce w klasyfikacji asystentów turnieju: 9 asyst
  - Pierwsze miejsce w klasyfikacji kanadyjskiej turnieju: 16 punktów
- Mistrzostwa Świata Juniorów w Hokeju na Lodzie 2000/Grupa B:
  - Pierwsze miejsce w klasyfikacji kanadyjskiej turnieju: 8 punktów[7]
  - Drugie miejsce w klasyfikacji asystentów turnieju: 5 asyst[8]
- Mistrzostwa Świata Juniorów w Hokeju na Lodzie 2001/II Dywizja:
  - Pierwsze miejsce w klasyfikacji strzelców turnieju: 6 goli[9]
  - Trzecie miejsce w klasyfikacji kanadyjskiej turnieju: 10 punktów[10]
- Mistrzostwa Świata w Hokeju na Lodzie 2008/Elita:
  - Jeden z trzech najlepszych zawodników reprezentacji[11]
- Mistrzostwa Świata w Hokeju na Lodzie 2009/Elita:
  - Ósme miejsce w klasyfikacji asystentów turnieju: 6 asyst[12]
  - Jeden z trzech najlepszych zawodników reprezentacji[13]